# 앙티코스티섬
앙티코스티섬(프랑스어: Île d'Anticosti, 영어: Anticosti Island 앤티코스티섬[*])은 캐나다 세인트로렌스만 북부, 세인트로렌스강 하구에 위치한 섬이다. 퀘벡주에 속한다. 면적은 7,892km2이다.